# Tercjarze
Tercjarze (od łac. tertius – trzeci, w domyśle ordo – zakon) – członkowie stowarzyszeń religijnych działających w łonie Kościoła rzymskokatolickiego, których ideały, duchowość, struktura i własna reguła, bazują na jednej z duchowości istniejących w Kościele instytutów zakonnych (m.in.: franciszkanów, franciszkanów konwentualnych, kapucynów, minimitów, dominikanów, karmelitów, karmelitów bosych, trynitarzy, mercedariuszy, serwitów, norbertanów, augustianów). Trzecie zakony, zwane obecnie zakonami świeckimi, istnieją obok pierwszego (męskiego), którego duchowością żyją i drugiego (żeńskiego). Nazwami obecnie używanymi na określenie tercjarzy są: franciszkanie świeccy, dominikanie świeccy, karmelici świeccy itp.

## Historia
Za założyciela pierwszego istniejącego do dzisiaj zakonu tercjarskiego uważany jest tradycyjnie św. Franciszek z Asyżu, który w 1221 Listem do wiernych zapoczątkował ideę życia Ewangelią na podobieństwo zakonników. Pierwsze grupy ludzi świeckich pragnących realizować ideały franciszkańskie Pax et Bonum (Pokój i Dobro), zwano początkowo Braćmi i Siostrami od Pokuty. Grupy te oficjalnie zostały uznane jako zakon z własną Regułą Zakonu Pokuty, zatwierdzoną w 1289 przez Mikołaja IV. W podobny sposób wyłonili się dominikanie świeccy, posiadający własną Regułę od 1285, a zatwierdzoną przez Innocentego VII w 1405. W późniejszych wiekach wszystkie zakony ścisłe dostały pozwolenie od Kościoła w specjalnych bullach (Innocenty VII, Marcin V, Juliusz II) na zakładanie swoich trzecich (świeckich) zakonów. Karmelici ustanowili tercjarzy karmelitańskich za pozwoleniem Mikołaja V w 1452, a karmelici bosi w 1593. Podobnie postąpili trynitarze, którzy zorganizowali swoich tercjarzy Trójcy Św. w 1584. 
Jeszcze przed formalnym powstaniem w XIII wieku największych trzecich zakonów (franciszkańskiego i dominikańskiego), istniała w Kościele katolickim instytucja oblatów benedyktyńskich. Byli to wierni świeccy, którzy składali przyrzeczenia: akt oblacji – poświęcenia się Bogu, żyjąc zgodnie z duchem Reguły św. Benedykta w swoim świeckim stanie. Oblaci benedyktyńscy byli duchowo włączeni do autonomicznej wspólnoty mniszej w opactwie benedyktyńskim w którym złożyli oblację i uważani byli przez mnichów za świeckich członków wspólnoty monastycznej, ponieważ nie stanowili oddzielnego trzeciego zakonu z własną odrębną regułą i przełożonymi. 
Niewątpliwie jedną z przyczyn dla których katolicy świeccy w okresie średniowiecza tak bardzo licznie wstępowali do trzecich zakonów był fakt, że ówcześni tercjarze cieszyli się przywilejem wyjęcia spod ewentualnej kary interdyktu, którym władza kościelna okładała nieraz całe miasta lub regiony.

## Współczesność
Obecnie wspólnoty tercjarzy mają charakter międzynarodowych publicznych stowarzyszeń wiernych. Ich członkowie składają przyrzeczenia (łac. promissio) zachowywania w swoim życiu reguły świeckiego zakonu. Nie zalicza się tych form życia do instytutów zakonnych, ani instytutów świeckich, ponieważ nie składają ślubów (łac. votum) zachowywania rad ewangelicznych, a więc: czystości, ubóstwa i posłuszeństwa, mimo używania słowa zakon (zakon - dosłownie: prawo) w nazwie, a jedynie przyrzeczenia, które mają inną rangę i znaczenie w przeciwieństwie do ślubu. (Uwaga: Kościół katolicki stosuje rozróżnienie między ślubami (votum) zakonnymi prostymi lub uroczystymi, które obowiązują pod grzechem ciężkim, a przyrzeczeniami (promissio) tercjarskimi lub oblackimi, które nie obowiązują pod grzechem).

## Trzecie Zakony Regularne
Już w średniowieczu niektóre grupy tercjarzy podejmowały decyzję o prowadzeniu regularnego życia zakonnego. Tak powstawały zakony i zgromadzenia, a także instytuty świeckie, nie przechodząc jednak do pierwszego (męskiego) czy drugiego (żeńskiego) zakonu, ale pozostając przy regule trzeciego zakonu. Członkowie tych instytutów składali przyrzeczenia proste (dawniej od razu przyrzeczenia definitywne, zwane wieczystymi, obecnie poprzedzone najpierw przyrzeczeniami czasowymi). Prawo kościelne nie uważało ich za prawdziwych zakonników, ponieważ w swoich przyrzeczeniach tercjarskich nie ślubowali zachowywania czystości, posłuszeństwa i ubóstwa, a jedynie przyrzekali zachowywać w swym życiu Regułę trzeciego zakonu. Dopiero z początkiem XX wieku Stolica Apostolska dała im status instytutów zakonnych pod warunkiem składania przez ich członków ślubów prostych i agregacji do zakonu mającego śluby uroczyste (w praktyce: pierwszego zakonu o określonej duchowości, np. franciszkańskiej). Obecnie rzadko używa się do członków tych instytutów nazwy tercjarz, ale stosuje się niekiedy w nazwie zakonu termin Trzeci Zakon Regularny. 

## Znani tercjarze
- bł. Luchezjusz z Poggibonsi i bł. Buonadonna z Poggibonsi (Pierwsi tercjarze),
- Francesco Petrarka
- św. Elżbieta Węgierska i św. Ludwik IX Święty (Patroni trzeciego zakonu),
- św. Marcin de Porrès (Patron sprawiedliwości społecznej),
- św. Aniela z Foligno (Mistrzyni teologów),
- św. Małgorzata z Kortony (Patronka fałszywie oskarżonych),
- bł. Ludwika Albertoni (Dobra matka),
- św. Jan Maria Vianney (Patron proboszczów),
- bł. Rajmund Llull (Doktor oświecony),
- André Ampère,
- Alessandro Volta,
- Luigi Galvani,
- św. Izabela (Elżbieta) Aragońska (królowa Portugalii),
- bł. Aniela Salawa (Patronka trzeciego zakonu w Polsce),
- św. Katarzyna z Genui,
- św. Róża z Viterbo,
- św. Iwo z Bretanii,
- św. Roch,
- św. Katarzyna ze Sieny (Patronka Europy),
- św. Róża z Limy (Patronka Ameryki),
- bł. Piotr Jerzy Frassati,
- bł. Anna Maria Taigi,
- bł. Elżbieta Canori Mora,
- bł. Józefa Naval Girbès,
- św. brat Albert,
- bł. ks. Jerzy Popiełuszko,
- bł. Pius IX,
- św. Pius X,
- św. Jan XXIII.